# 柏木哲夫
柏木 哲夫（かしわぎ てつお、1939年5月29日 - ）は、日本の医学者、内科医、精神科医。博士（医学）、博士（人間科学）。専門はターミナルケア。クリスチャンであり、日本メノナイト・ブレザレン教団石橋キリスト教会会員。淀川キリスト教病院理事長、大阪大学名誉教授、ホスピス財団理事長。

## 経歴
兵庫県出身。大阪府立北野高等学校を経て、1965年大阪大学医学部卒業。大阪大学精神神経科に3年勤務。69年ワシントン大学に留学。72年帰国、淀川キリスト教病院に精神神経科を開設、ターミナルケア 実践のためチームを結成。
その後、同病院にて内科医としての研修を受け、1984年にホスピスを開設し、その後副院長、ホスピス長を経て、93年大阪大学人間学部教授。2004年定年退官、金城学院大学元学長・学院長。2013年より淀川キリスト教病院理事長。2015年、金城学院学院長を退任。2021年にキリスト教功労者を受賞。
公益財団法人日本ホスピス・緩和ケア研究振興財団の理事長も務める。

## 受賞歴
- 1994年 日米医学功労賞(米国死生学財団)[8]
- 1998年 朝日社会福祉賞(朝日新聞社)[9]
- 2004年 保健文化賞受賞(第一生命保険相互会社)
- 2005年 大阪文化賞受賞
- 2016年 ヘルシー・ソサエティ賞（教育者部門）受賞（ジョンソン・エンド・ジョンソン）[10]

## 言葉
- 「人は死を背負って生きている」と述べる[11]。つまり生と死の関係というのは、ちょうど一枚の紙の表に生があり裏側に死が裏打ちされているようなもので、（しばしば人は生と死を別々に考えがちだが）本当は常にひとつで、ちょっと風が吹けば紙は裏返り死があるような関係、と述べ、死に直面してから突然あわてて死について考えるのではなく、普段から自分の死についてよく考えておくとよいとし、（毎日では多すぎるであろうから）せめて最低限、一年に一度、自分の誕生日には自分の死についてよく考えたり心の準備をしておくことを人々に勧めている[11]。

## 著書
- 『病める心からの解放』 いのちのことば社 1976
- 『病める心へのアプローチ』いのちのことば社 1976
- 「死にゆく人々のケアー末期患者へのチームアプローチー」医学書院、1978
- 『臨死患者ケアの理論と実際 死にゆく患者の看護』日本総研出版 1982
- 『人と心の理解 精神神経科医のアプローチ』いのちのことば社 1982
- 『病める心の理解』いのちのことば社 1982
- 『生と死を支える ホスピス・ケアの実践』朝日新聞社 1983 のち選書
- 「ホスピスをめざして-生を支えるケア」医学書院、1983
- 『安らかな死を支える ホスピスの現場から』いのちのことば社 1984
- 「死にゆく患者と家族への援助一ホスピスケアの実際」医学書院、1986
- 『良き生と良き死 ホスピス・ケア実践の経験から』いのちのことば社 1988
- 『心をみつめて』日本プロテスタント聖書信仰同盟 発売:いのちのことば社 1988
- 『愛する人の死を看取るとき ホスピス・ケア20年の記録』PHP研究所 1995 「あなたともっと話したかった」日経ビジネス人文庫
- 「死を学ぶ一最後の日々を輝いて」有斐閣、1995
- 「死にゆく患者の心に聴くー末期医療と人間理解ー」中山書店、1996
- 「死を看取る医学 ホスピスの現場から」NHKライブラリー、1997
- 「「老い」はちっともこわくない 笑顔で生きるための妙薬」日本経済新聞社、1998 のち文庫
- 「ターミナルケアとホスピス」大阪大学出版会、2001
- 「癒しのユーモア いのちの輝きを支えるケア」三輪書店、2001
- 「癒しのターミナルケア」最新医学社、2002
- 「心をいやす55のメッセージ」いのちのことば社、2002
- 「生きていく力」いのちのことば社、2003
- 「ベッドサイドのユーモア学 命を癒すもうひとつのクスリ」メディカ出版、2005
- 「人生の実力 2500人の死をみとってわかったこと」幻冬舎、2006
- 「定本ホスピス・緩和ケア」青海社、2006
- 『家族の実力』幻冬舎 2007
- 『死を背負って生きる いのちと看取りの現場から』日本キリスト教団出版局 2008
- 『いのちに寄り添う。ホスピス・緩和ケアの実際』ベストセラーズ 2008
- 『安らかな死を支える』いのちのことば社 2008 (カルディア・ブックス)
- 『「死にざま」こそ人生』朝日新書、2011

## 共編著
- 日ごとのふれあいのなかで 柏木道子共著 いのちのことば社 1985.5
- ターミナルケア医学 岡安大仁共編 医学書院 1989.3
- ターミナルケア 系統看護学講座別巻 藤腹明子共編 医学書院 1992.4
- 精神保健 系統看護学講座 早坂泰次郎,長谷川浩共編 第2版 医学書院 1996.1
- 緩和医療学 石谷邦彦共編 三輪書店 1997.3
- ホスピスのこころを語る 音楽が拓くスピリチュアルケア 栗林文雄共著 一麦出版社 2006.6
- 育てるいのち看取るいのち 希望をたずさえて 柏木道子 いのちのことば社 2009.4
- いのちの豊かさ 人として生まれ、人として生きる 柏木道子 いのちのことば社 2009.12

## 翻訳
- 母と子のきずな 母子関係の原点を探る マーシャル H.クラウス,ジョン H.ケネル 竹内徹共訳 医学書院 1979.7
- ホスピス 末期医療の思想と方法 Kenneth P.Cohen 斎藤武共訳 医学書院 1982.5

## 出演

### ドキュメンタリー
- こころの時代「コロナの時代に“いのち”を問う」（2021年10月10日、NHK Eテレ）[12]